# Reda Belahyane
Reda Belahyane (Aubervilliers, 1 juni 2004) is een Marokkaans-Frans voetballer die doorgaans speelt als middenvelder. In februari 2025 verruilde hij Hellas Verona voor Lazio. Belahyane maakte in 2024 zijn debuut in het Marokkaans voetbalelftal.

## Clubcarrière
Belahyane speelde in de jeugd van Olympique Paris, FCM Aubervilliers, Red Star en FC Montfermeil, voor hij in 2019 opgenomen werd in de opleiding van OGC Nice. Hier tekende hij in oktober 2021 zijn eerste professionele contract. Zijn debuut in het eerste elftal volgde op 3 maart 2023. In de Ligue 1 werd die dag gespeeld tegen AJ Auxerre. Die ploeg kwam door een doelpunt van Gauthier Hein op voorsprong, maar Gaëtan Laborde tekende later voor de beslissende 1–1. Belahyane moest van coach Didier Digard op de reservebank beginnen en hij mocht elf minuten voor het einde van de reguliere speeltijd invallen voor Terem Moffi.
Tot aan het einde van de winterstop in het seizoen 2023/24 speelde Belahyane acht wedstrijden voor het eerste elftal van Nice, voordat hij in januari 2024 voor een bedrag van vijfhonderdduizend euro overgenomen werd door Hellas Verona. De Italiaanse club gaf hem een contract voor de duur van vierenhalf seizoenen. Zijn eerste halve seizoen leverde slechts twee competitie-optredens op, maar na de zomer kwam hij vaker aan spelen toe. Belahyane maakte in februari 2025 voor circa negenenhalf miljoen euro de overstap naar Lazio, waar hij zijn handtekening zette onder een verbintenis tot medio 2029.

## Clubstatistieken
| Seizoen | Club          | Competitie | Competitie | Competitie | Beker | Beker | Internationaal | Internationaal | Totaal | Totaal |
| Seizoen | Club          | Competitie | Wed.       | Dlp.       | Wed.  | Dlp.  | Wed.           | Dlp.           | Wed.   | Dlp.   |
| ------- | ------------- | ---------- | ---------- | ---------- | ----- | ----- | -------------- | -------------- | ------ | ------ |
| 2022/23 | OGC Nice      | Ligue 1    | 4          | 0          | 0     | 0     | 2              | 0              | 6      | 0      |
| 2023/24 | OGC Nice      | Ligue 1    | 1          | 0          | 1     | 0     | —              | —              | 2      | 0      |
| 2023/24 | Hellas Verona | Serie A    | 2          | 0          | 0     | 0     | —              | —              | 2      | 0      |
| 2024/25 | Hellas Verona | Serie A    | 22         | 0          | 0     | 0     | —              | —              | 22     | 0      |
| 2024/25 | Lazio         | Serie A    | 0          | 0          | 0     | 0     | 0              | 0              | 0      | 0      |
| Totaal  | Totaal        | Totaal     | 29         | 0          | 1     | 0     | 2              | 0              | 32     | 0      |

Bijgewerkt op 11 februari 2025.

## Interlandcarrière
Belahyane werd in oktober 2024 voor het eerst opgeroepen voor het Marokkaans voetbalelftal, voor twee wedstrijden tegen de Centraal-Afrikaanse Republiek. Tijdens de thuiswedstrijd kwam hij niet in actie, maar uit maakte hij zijn debuut. Door twee doelpunten van Eliesse Ben Seghir en treffers van Youssef En-Nesyri en Abde Ezzalzouli werd met 0–4 gewonnen. Belahyane moest van bondscoach Walid Regragui op de reservebank beginnen en hij viel in de eenentachtigste minuut in voor Nayef Aguerd. De andere Marokkaanse debutant dit duel was Osame Sahraoui (Lille OSC).
| Interlands van Reda Belahyane voor Marokko | Interlands van Reda Belahyane voor Marokko | Interlands van Reda Belahyane voor Marokko | Interlands van Reda Belahyane voor Marokko | Interlands van Reda Belahyane voor Marokko | Interlands van Reda Belahyane voor Marokko | Interlands van Reda Belahyane voor Marokko |
| №                                          | Datum                                      | Wedstrijd                                  | Uitslag                                    | Competitie                                 | Goals                                      |                                            |
| Als speler bij Hellas Verona               | Als speler bij Hellas Verona               | Als speler bij Hellas Verona               | Als speler bij Hellas Verona               | Als speler bij Hellas Verona               | Als speler bij Hellas Verona               | Als speler bij Hellas Verona               |
| ------------------------------------------ | ------------------------------------------ | ------------------------------------------ | ------------------------------------------ | ------------------------------------------ | ------------------------------------------ | ------------------------------------------ |
| 1                                          | 15 september 2024                          | Centraal-Afrikaanse Republiek – Marokko    | 0 – 4                                      | AK 2025 kwalificatie                       |                                            |                                            |

Bijgewerkt op 11 februari 2025.